# Think Global

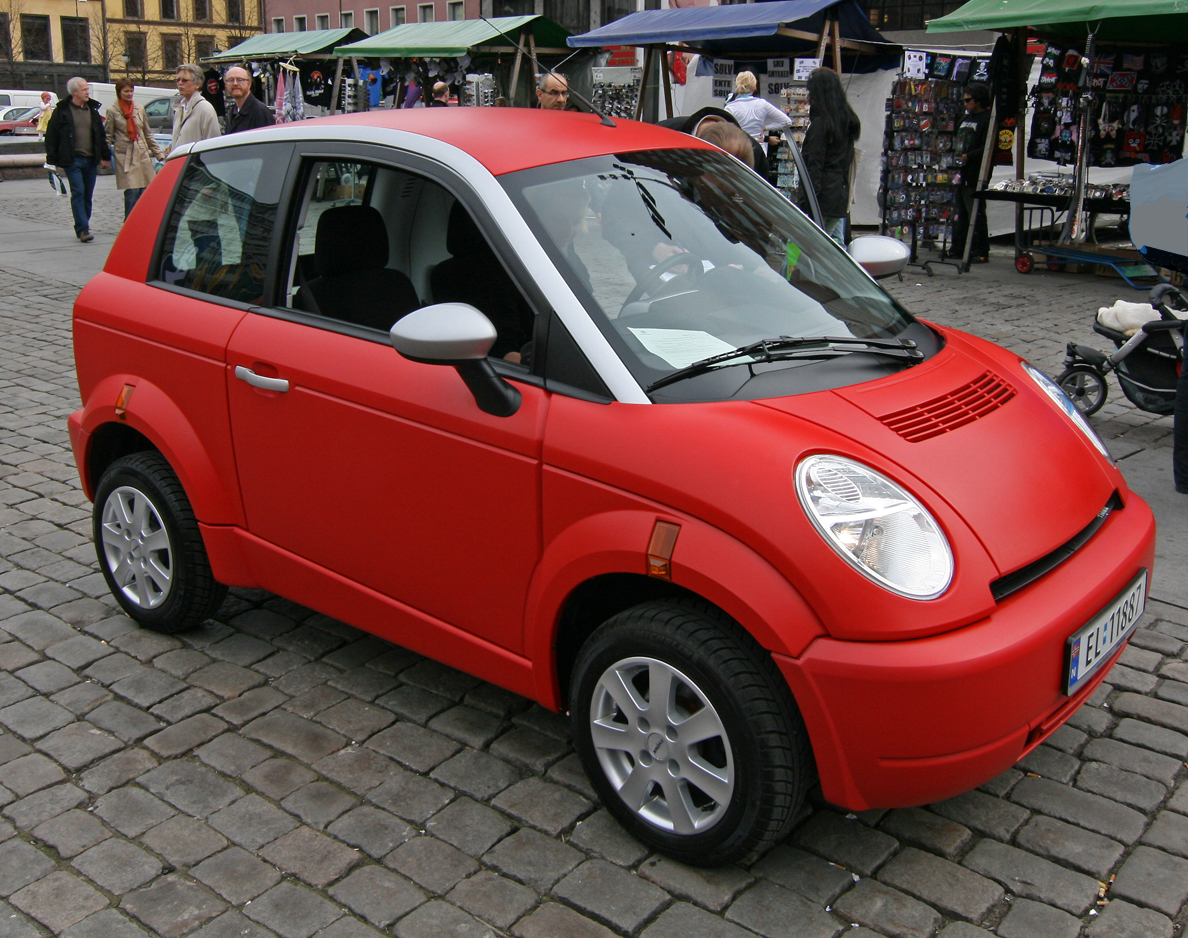
Think City

Think Global AS war ein norwegischer Hersteller von Automobilen.

## Unternehmensgeschichte
Ford hatte Ende 2002 das Unternehmen Think Nordic verkauft. Es folgten weitere Verkäufe des Unternehmens. 2006 erfolgte eine Umbenennung in Think Global AS. Der Markenname lautete nun Think. 2011 ging das Unternehmen in Konkurs, und die Produktion endete.

## Fahrzeuge
Das Unternehmen fertigte den Think City als Nachfolger des Ford Think City. Dies war ein Kleinstwagen mit Elektromotor.